# Anna Wypych-Gawrońska
Anna Danuta Wypych-Gawrońska (ur. 1966 w Częstochowie) – polska kulturoznawczyni, literaturoznawczyni i nauczyciel akademicki, profesor nauk humanistycznych, rektor Uniwersytetu Jana Długosza w Częstochowie w kadencjach 2016–2020 oraz 2020–2024.

## Życiorys
Ukończyła liceum ogólnokształcące w Zawierciu oraz szkołę muzyczną II stopnia w klasie fortepianu w Częstochowie. W 1989 została absolwentką kulturoznawstwa na Uniwersytecie Śląskim, po czym podjęła studia doktoranckie na Uniwersytecie Jagiellońskim. W 1995 na tej uczelni uzyskała stopień doktora nauk humanistycznych w zakresie literaturoznawstwa na podstawie pracy zatytułowanej Lwowski teatr operowy i operetkowy w latach 1872–1918. Habilitowała się również na UJ w 2007 w oparciu o dorobek naukowy i rozprawę pt. Warszawski teatr operowy w latach 1832–1880. W 2018 otrzymała tytuł profesora nauk humanistycznych. Specjalizuje się w zagadnieniach z zakresu literaturoznawstwa i historii teatru.
Od lat 90. zawodowo związana z Akademią im. Jana Długosza w Częstochowie, na której doszła do stanowiska profesora. W 2006 objęła stanowisko zastępcy dyrektora ds. nauki Instytutu Filologii Polskiej. W latach 2008–2012 była prodziekanem Wydziału Filologiczno-Historycznego ds. nauki, a w 2012 powołano ją na prorektora AJD ds. rozwoju. W 2016 została wybrana na rektora tej uczelni na czteroletnią kadencję (od 1 września 2016). W okresie jej urzędowania 1 czerwca 2018 uczelnię przekształcono w Uniwersytet Humanistyczno-Przyrodniczy im. Jana Długosza w Częstochowie. W 2020 została ponownie wybrana na rektora tego uniwersytetu. W trakcie jej drugiej kadencji 1 czerwca 2023 uczelnia przekształciła się w Uniwersytet Jana Długosza w Częstochowie.
Członkini m.in. Towarzystwa Literackiego im. Adama Mickiewicza oraz Polskiego Towarzystwa Badań Teatralnych. Powoływana na przewodniczącą rady artystycznej Teatru im. Adama Mickiewicza w Częstochowie oraz rady muzealnej Muzeum Częstochowskiego, a także na zastępczynię redaktora naczelnego czasopisma „Irydion. Literatura-Teatr-Kultura”. Obejmowała funkcje zastępczyni przewodniczącego Regionalnej Konferencji Rektorów Uczelni Akademickich, zastępczyni przewodniczącego Konferencji Rektorów Uczelni Pedagogicznych oraz członkini rady Fundacji Rektorów Polskich.

## Odznaczenia i wyróżnienia
W 2024 odznaczona Krzyżem Kawalerskim Orderu Odrodzenia Polski. W 2007 została wyróżniona Brązowym Krzyżem Zasługi.
W 2019 została honorowym członkiem Częstochowskiego Towarzystwa Naukowego. W 2021 otrzymała doktorat honoris causa Wołyńskiego Uniwersytetu Narodowego im. Łesi Ukrainki w Łucku. 